# 福氏野鯪
福氏野鯪，為輻鰭魚綱鯉形目鯉科野鯪屬的其中一個種。該物種主要分布於非洲的尼羅河流域，體長可達36公分，屬雜食性。

## 扩展阅读
維基物種上的相關：福氏野鯪